# Мьолбю (община)
Община Мьолбю (на шведски: Mjölby kommun) е разположена в лен Йостерйотланд, югоизточна Швеция с обща площ 560 km2 и население 26 313 души (към 31 декември 2013). Административен център на община Мьолбю е едноименния град Мьолбю.